# 千歲站 (北海道)
千歲站（日语：／ Chitose eki */?）是位於北海道千歲市千代田町，屬於北海道旅客鐵道（JR北海道）千歲線的鐵路車站。車站編號是H13。電報略號是チセ。事務管編號是▲131408。

## 概要
千歲市的代表站。快速「機場」、特急「鈴蘭」停靠此站。其他特急列車不停靠此站，只限2019年3月16日時刻表改正後「超級北斗→北斗」23號停靠。除此以外的列車需要在相鄰1站的南千歲站轉乘。

## 車站結構
島式月台2面4線的高架車站。外側線（1、4號月台）是本線。

### 月台配置
| 月台 | 路線    | 方向 | 目的地                       | 備註 |
| ---- | ------- | ---- | ---------------------------- | ---- |
| 1    | ■千歲線 | 上行 | 新千歲機場、苫小牧、室蘭方向 | ※    |
| 2    | ■千歲線 | 上行 | 苫小牧方向                   |      |
| 2    | ■千歲線 | 下行 | 札幌、手稻、小樽方向         |      |
| 2    | ■石勝線 | 下行 | 追分、新夕張、夕張方向       |      |
| 3    | ■千歲線 | 下行 | 札幌、手稻、小樽方向         |      |
| 3    | ■石勝線 | 下行 | 追分、新夕張、夕張方向       |      |
| 4    | ■千歲線 | 下行 | 札幌、手稻、小樽方向         | ※    |

- ※：特急列車、快速列車發着月台

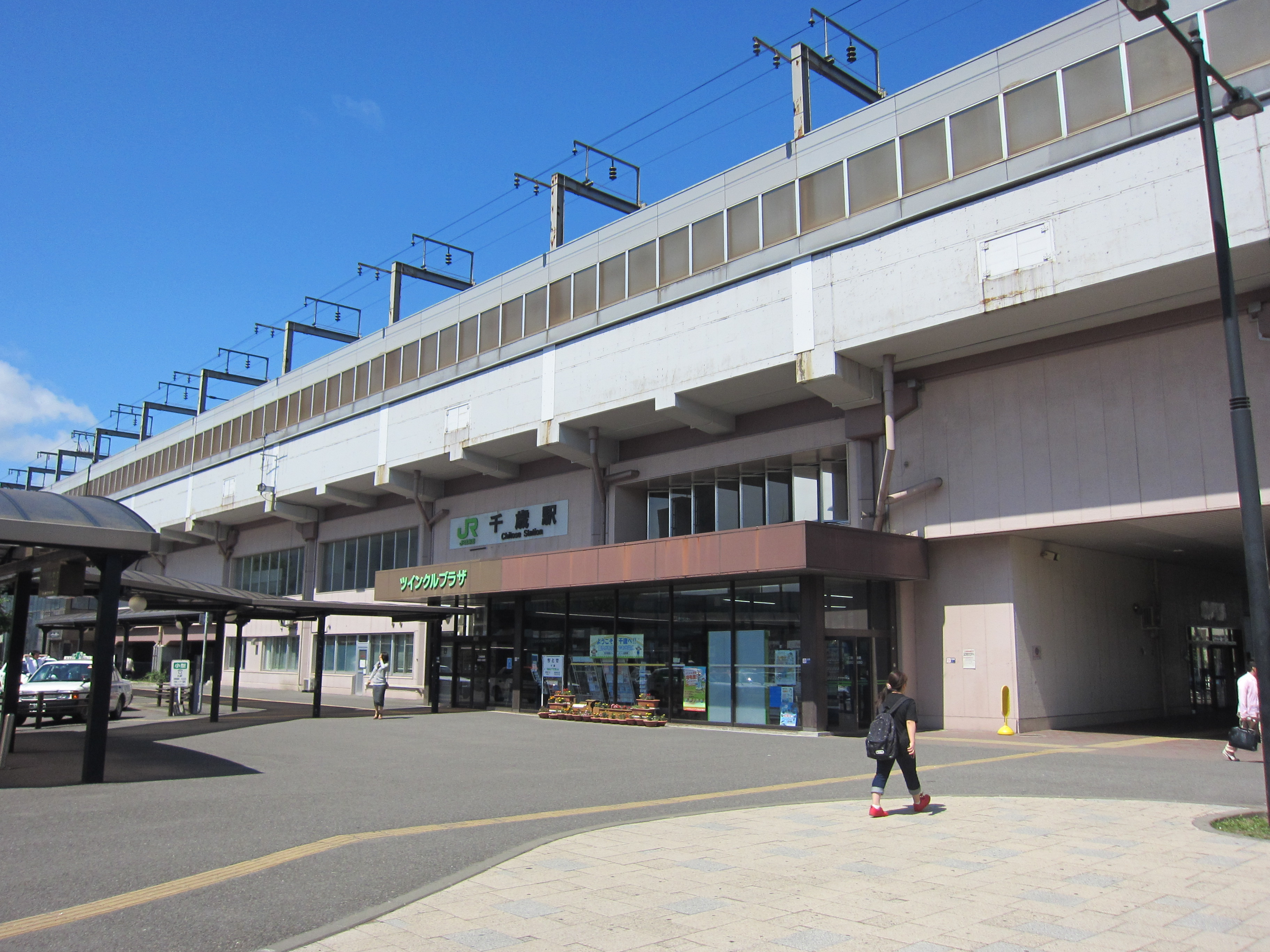
東口（2014年7月）
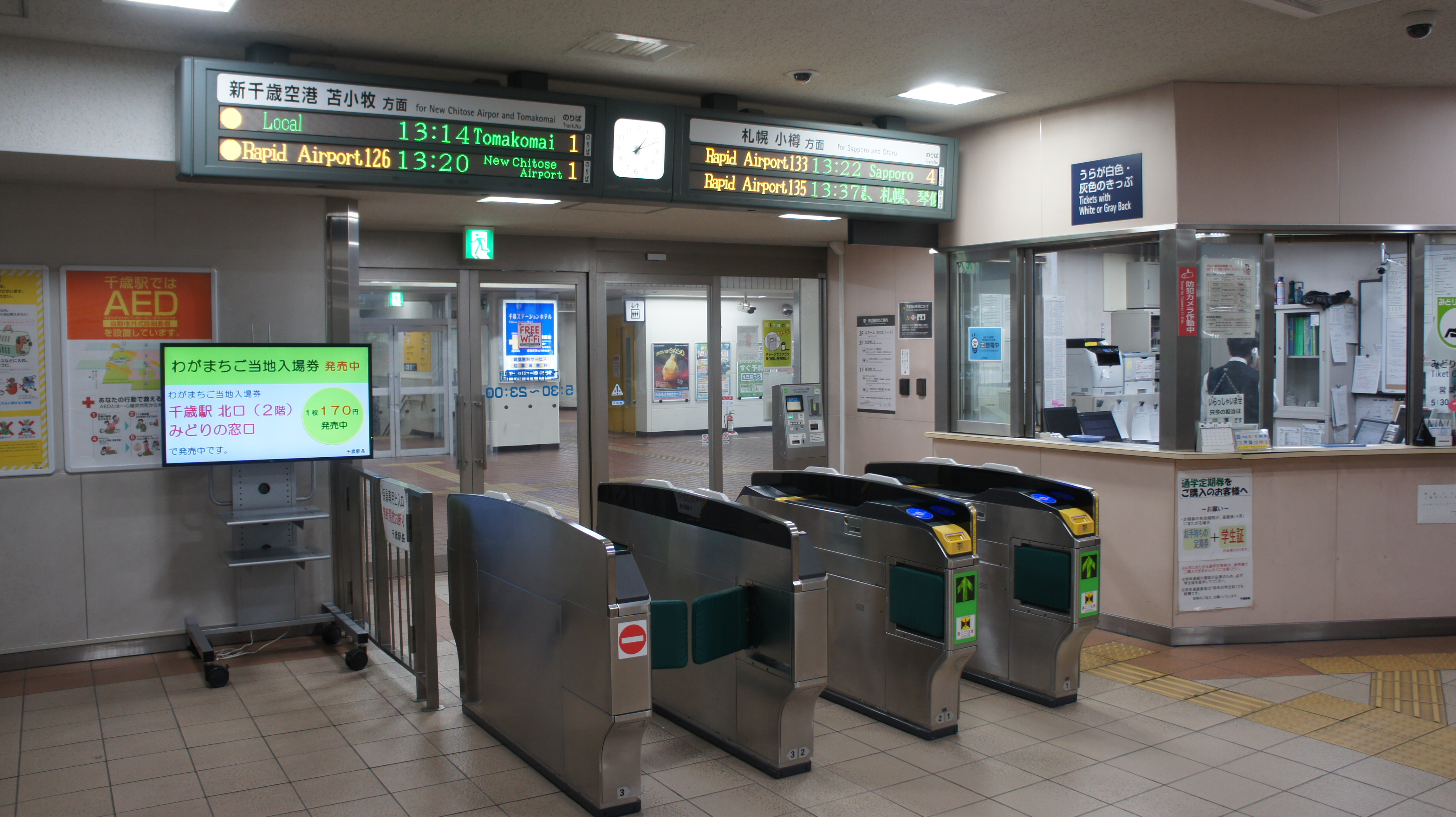
北閘口（2017年11月）
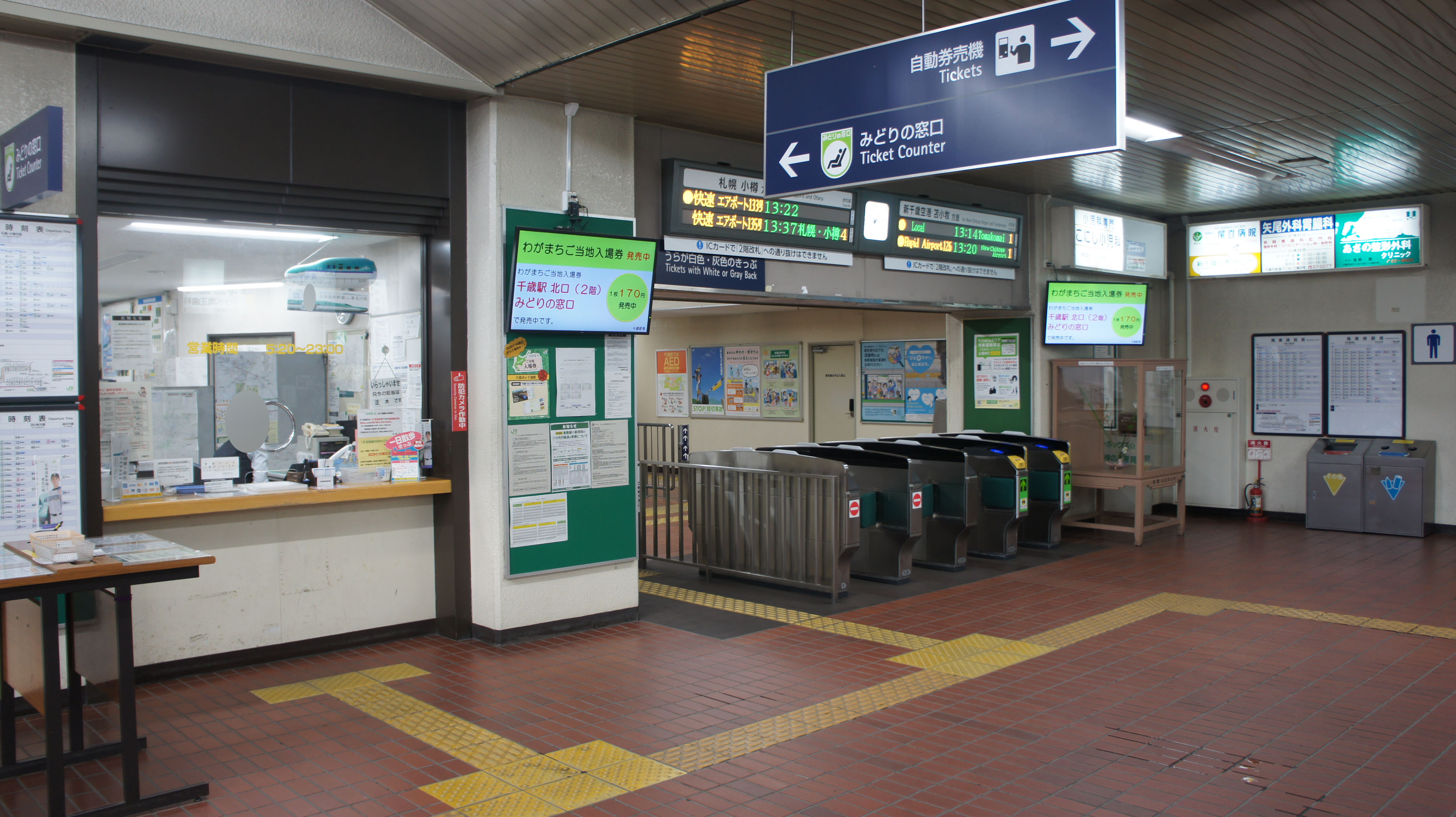
南閘口（2017年11月）
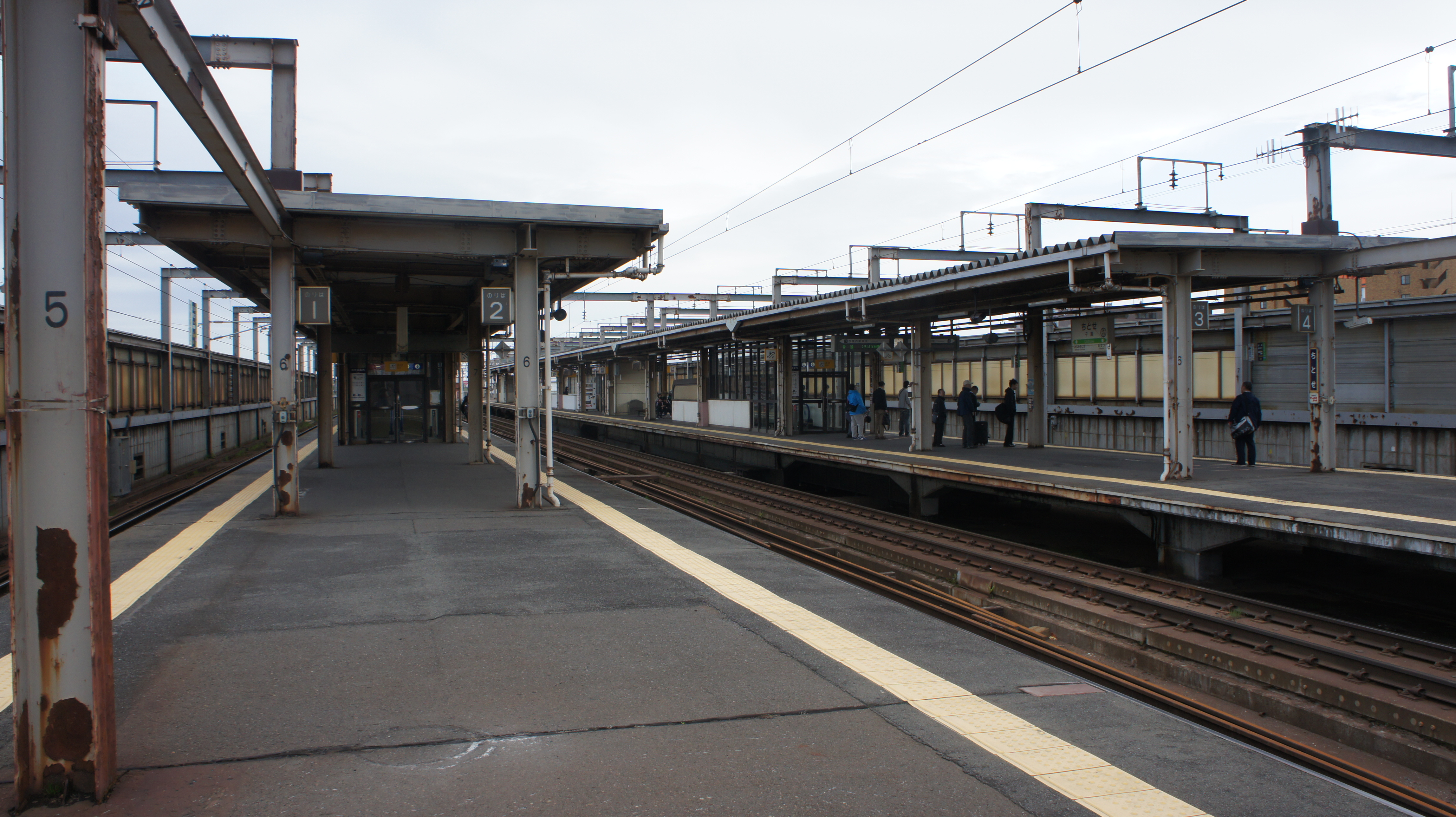
月台（2017年5月）
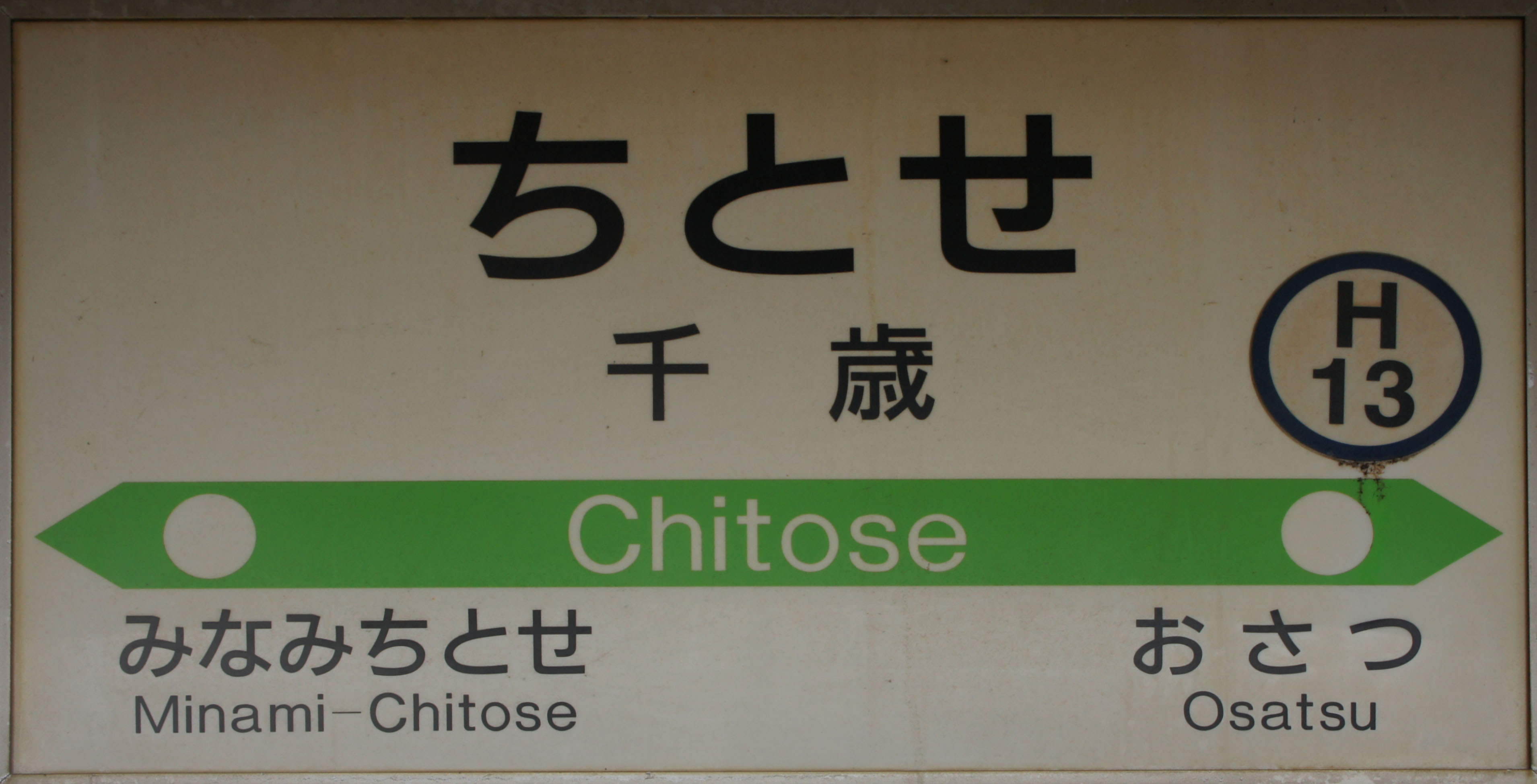
站名牌（2017年11月）

## 使用情況
2016年（平成28年）度的1日平均上車人次為8,749人。是JR北海道內各站上車人次第8多的車站。
近年的上車人次推移如下表。
| 年度               | 上車人次 | 來源  |
| ------------------ | -------- | ----- |
| 2011年（平成23年） | 2,951    | [ 3 ] |
| 2012年（平成24年） | 3,013    | [ 3 ] |
| 2013年（平成25年） | 3,065    | [ 3 ] |
| 2014年（平成26年） | 3,114    | [ 3 ] |
| 2015年（平成27年） | 3,156    | [ 3 ] |
| 2016年（平成28年） | 8,749    | [ 2 ] |

## 相鄰車站
北海道旅客鐵道（JR北海道）
■千歲線
- 特急「鈴蘭」停靠站
- 特急「北斗」（下行）23號停靠站

■特别快速「機場」
通过
■快速「機場」
南千歲（H14）－千歲（H13）－惠庭（H10）
■普通
南千歲（H14）－千歲（H13）－長都（H12）
■石勝線（此站－南千歲站間是千歲線）
千歲（H13）－南千歲（H14）

### 來源
1. ↑  日本国有鉄道旅客局(1984)『鉄道・航路旅客運賃・料金算出表 昭和59年４月20日現行』。
2. 1 2 3  . 北海道旅客鉄道.   [2016-09-22]. （原始内容存档于2017-09-26）.
3. 1 2   (PDF). 平成29年版要覧ちとせ. 千歳市: 87. 2017  [2018-01-23]. （原始内容 (PDF)存档于2018-01-24）. 外部链接存在于|work= (帮助)

### 報道發表資料
1. ↑   (PDF) (新闻稿). 北海道旅客鉄道株式会社: 2. 2018-12-14  [2018-12-14]. （原始内容存档 (PDF)于2018-12-14）.

## 外部連結
- 守屋憲治. . 1-2. 北海道千歳市.   [2015-08-16]. （原始内容存档于2008-04-08）.[]
- 守屋憲治. . 3-4. 北海道千歳市.   [2015-08-16]. （原始内容存档于2008-04-07）.[]
- 守屋憲治. . 5-6. 北海道千歳市.   [2015-08-16]. （原始内容存档于2008-04-08）.[]
- 守屋憲治. . 7-8. 北海道千歳市.   [2015-08-16]. （原始内容存档于2008-04-08）.[]
- 守屋憲治. . 9-10. 北海道千歳市.   [2015-08-16]. （原始内容存档于2008-04-08）.[]

- 千歳｜駅の情報検索（時刻表・バリアフリー）｜駅・鉄道・旅行｜JR北海道- Hokkaido Railway Company（页面存档备份，存于）